# Los Rumbaney
Los Rumbaney fue una agrupación musical de cumbia formada en la ciudad de Chimbote en Perú. El conjunto se fundó el 13 de febrero de 1969. En 2015 el Congreso de la República realizó un homenaje a esta banda, al igual que a Los Pasteles Verdes, El Grupo Sama y Marco Merry y sus Golphos.
Dentro de sus éxitos musicales se encuentran «El poncho» y «Cumbia andina», publicados a inicios de la década de 1970.

## Integrantes
La formación original estuvo integrada por:
- Germán Electo Luna, batería y timbal
- Erasmo Gonzáles Silva, tumba y primer coro
- Enrique Vera Pastor, segunda y tercera voz
- Luis Oliva Moreno, primera voz y bajo
- Lucio Reynalte Coral, primera guitarra
- Daniel Cortez Belepú, primera trompeta y arreglos

## Discografía
Publicaron en 1971 un sencillo con dos temas «Oyelo que te conviene» / «El poncho» con el sello Dinsa.
El 2014, el sello Infopesa (Industria Fonográfica Peruana S.A.), editó un álbum compilatorio titulado Cumbias chichadélicas: Peruvian Psychedelic Chicha incluyendo la canción «El poncho» de Los Rumbaney. En 2016 el mismo sello editó el disco Puro norte, incluyendo el tema «Cumbia india».